# La scrittura invisibile - Autobiografia 1932-1940
La scrittura invisibile. Autobiografia 1932-1940 (titolo orig. The Invisible Writing: The Second Volume Of An Autobiography, 1932-40) è il secondo volume dell'autobiografia di Arthur Koestler, pubblicato nel 1954.

## Tema
L'incipit del libro ne è anche la migliore sintesi. Gli anni che vanno dal 1931 al 1938 sono quelli della militanza comunista che terminerà con una profonda e sofferta disillusione da parte di Koestler.
Il lungo viaggio per tutta la Russia, che proprio in quell'anno, il 1932, fu colpita da una grave carestia in parte per cause naturali, ma soprattutto frutto della collettivizzazione delle terre, offre l'opportunità di prendere in esame quanto la fede politica possa influenzare anche il giudizio delle cose più evidenti. Fondamentalmente, con quel viaggio inizia il distacco dell'autore dal comunismo, distacco che avverrà molto più tardi e non senza fatica, quando si consumeranno le purghe staliniane e l'epoca del terrore, inaugurata dal processo a Bucharin. L'uscita dal partito sarà solo procrastinata dall'avvento della dittatura di Franco in Spagna, dove Koestler si recherà due volte, la seconda per essere imprigionato e condannato a morte, esperienza che racconterà in Dialogo con la morte.
Come sempre, Koestler conduce un'analisi introspettiva il cui significato investe il percorso culturale di una generazione di intellettuali che hanno segnato il secolo scorso, scandito dalla rivoluzione bolscevica, dall'avvento del nazifascismo, dalla guerra civile spagnola e dal secondo conflitto mondiale.
Il racconto del viaggio in Russia è affascinante perché fornisce un'immagine precisa di quanto questo paese sia sconfinato e diverso nelle sue culture. Buchara, Samarcanda, Baku sono nomi evocativi di un mondo lontano, ma nella descrizione di Koestler non hanno nulla di affascinante e di misterioso. Sono solo avamposti di una burocrazia che sta pervadendo tutto il territorio e che si sta impadronendo della vita di ogni cittadino.
In questo diario vi è anche la significativa descrizione dell'organizzazione propagandistica che il Comintern conduceva in tutta Europa, a capo della quale vi erano Willi Münzenberg e Otto Katz. In questo resoconto, dal di dentro, si può intuire come fosse estesa ed efficiente questa rete di propaganda che, già allora, grazie alle capacità e all'intelligenza di Willi e Otto usava mezzi raffinati per la formazione dell'opinione pubblica.
Il lavoro a Parigi con Münzenberg e Katz occupa la parte centrale del libro nella quale si sviluppano anche i primi dubbi sulla fede comunista. Ciò che trattiene Koestler dall'abbandonare il partito è l'inizio della guerra civile spagnola che porterà il generale Franco al potere. L'autore si reca in Spagna per la prima volta ufficialmente come corrispondente del "News Chronicle", di fatto come spia del partito. Scoperto sta per essere arrestato, ma riesce a fuggire raggiungendo Gibilterra. Ritorna in Spagna una seconda volta, a Malaga, dove invece viene arrestato e trasferito nella prigione di Siviglia dove resta per più di tre mesi in attesa di essere giustiziato (vedi “Dialogo con la morte”), ma viene liberato grazie alla mobilitazione dell'opinione pubblica inglese e internazionale nella quale ha un ruolo fondamentale l'ex moglie Dorothy.
Ritorna a Parigi dove viene nuovamente arrestato e rinchiuso nel campo di concentramento di Vernet (vedi Schiuma della terra) per poi fuggire definitivamente in Inghilterra.
Divertente come Koestler descrive il metodo dialettico usato dal Partito nelle discussioni: «Il linguaggio, e con esso il pensiero, erano sottoposti a un processo di disidratazione, e si cristallizzavano negli schemi prefissati dal gergo marxista. C'era forse una ventina di aggettivi il cui uso era sia sicuro che obbligatorio, come: decadente, ipocrita, morboso (per la borghesia capitalista); eroico, disciplinato, dotato di coscienza di classe (per il proletariato rivoluzionario); piccolo-borghese, romantico, sentimentale (per gli scrupoli umanitari); opportunista e settario (rispettivamente per le deviazioni di destra e di sinistra); meccanicista, metafisico, mistico (per l'approccio intellettuale sbagliato); dialettico, concreto (per l'approccio corretto); ardente (protesta), fraterno (saluto); salda (lealtà verso il Partito). Lo stesso uso è invalso ancora nei decenni successivi».

## Edizione italiana
- Arthur Koestler, La scrittura invisibile. Autobiografia 1932-1940, traduzione di Paola Tonon, Bologna, Il Mulino, 1991,  p. 509, ISBN 978-88-150-3270-6.